# 804 Hispania
804 Hispania là một tiểu hành tinh ở vành đai chính, thuộc nhóm tiểu hành tinh Brasilia. Nó được xếp loại tiểu hành tinh kiểu P.
Tiểu hành tinh này do Josep Comas Solá (1868–1937) phát hiện ngày 20.3.1915 ở Barcelona, và được đặt tên là Hispania, tên tiếng Latin của nước Tây Ban Nha. Đây là tiểu hành tinh đầu tiên do một người Tây Ban Nha phát hiện.